# Právní regulace fotografování

Piktogram zákazu fotografování

Zákaz fotografování nebo právní regulace užívání a zveřejňování fotografií mají různé důvody a jsou běžné v mnoha státech. Protože fotografování (i filmování) umožňuje oproti dřívějším technologiím mnohem rychlejší a přesnější zachycení zobrazované skutečnosti, dostává se do střetu s tradičně či nově uznávanými právy na ochranu bezpečnosti, průmyslového tajemství, osobního soukromí nebo autorských práv. Z těchto důvodů v některých zemích podléhá více či méně rozsáhlé právní regulaci. Silná a rozsáhlá regulace je obvyklá ve státech a územích s nestabilními nebo totalitními politickými či bezpečnostními poměry (vojenské ohrožení, hrozba terorismu, etnické napětí atd.) nebo se silným důrazem na ochranu osobního soukromí či autorských práv.

## Státní zájem a bezpečnostní důvody

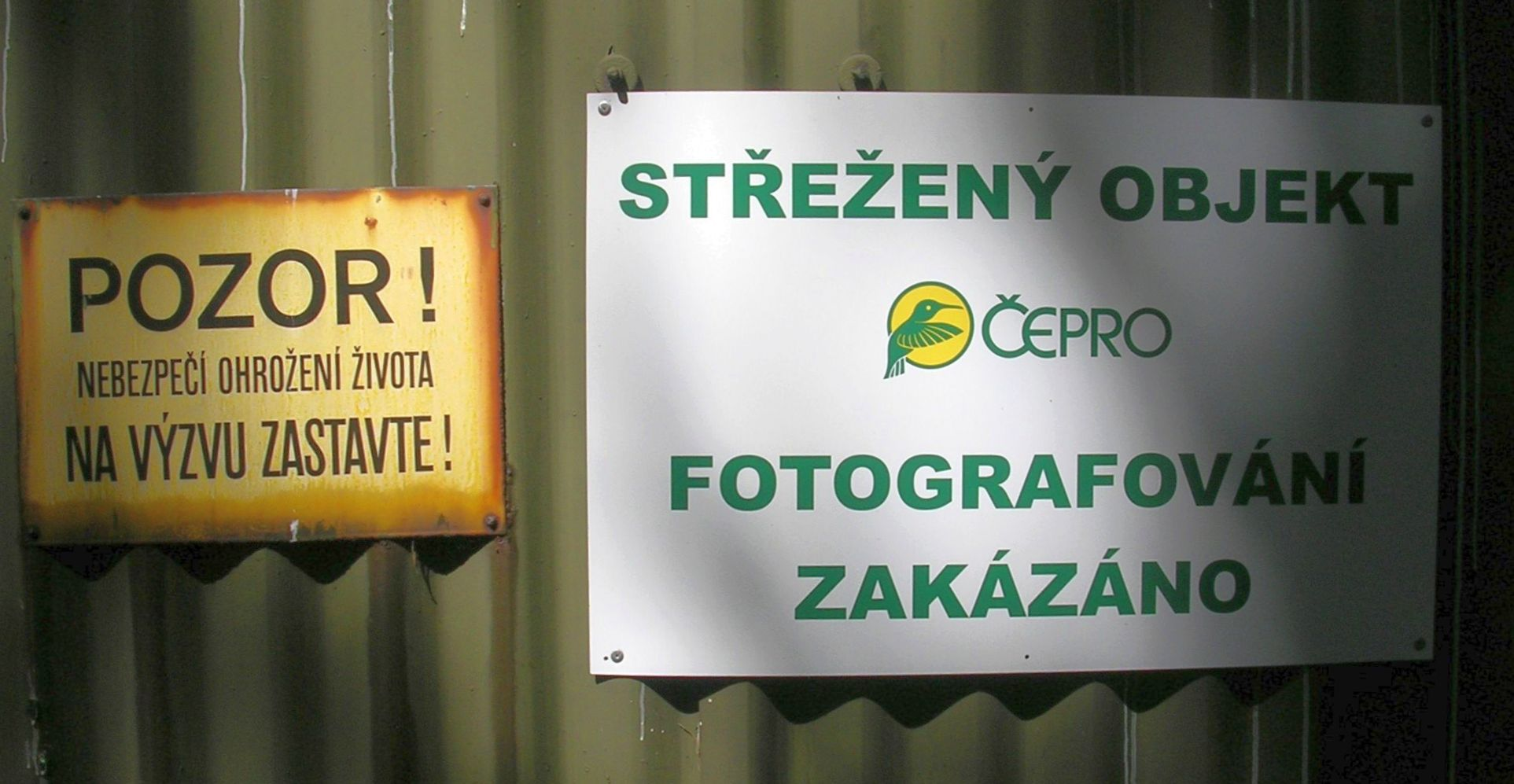
V České republice od 1. listopadu 1998 nemá obecná závaznost tabulí zakazujících fotografování zákonný podklad. Pravidla chování uvnitř neveřejných objektů však určuje vlastník.

Například v Československu § 21 zákona č. 102/1971 Sb., o ochraně státního tajemství, zcela zakazoval fotografování a filmování objektů v působnosti ministerstev obrany a vnitra včetně objektů Sboru národní bezpečnosti, fotografování a filmování v hraničním pásmu, z letadel a balónů (v těchto případech mohlo o výjimce rozhodnout jen příslušné federální ministerstvo), a objektů a prostor označených tabulkou „Zákaz fotografování“, o jejímž umístění stejně jako výjimkách ze zákazu mohl rozhodnout správce objektu nebo prostoru. Novelizační zákon č. 383/1990 Sb. omezil tuto regulaci pouze na objekty označené tabulkou „zákaz fotografování“ a upřesnil vymezení orgánů, které mohou o takovém zákazu ve státním zájmu rozhodnout (práva soukromých subjektů zakázat fotografování byla nejasná). Tato omezení byla v České republice zrušena zákonem č. 148/1998 Sb., o ochraně utajovaných skutečností, takže již neexistuje výslovný zákonný podklad pro závaznost tabulek zakazujících fotografování. Ani zákon 412/2005 Sb., o ochraně utajovaných informací a o bezpečnostní způsobilosti, se regulací fotografování nezabývá. V mnoha státech však rozsáhlá regulace k ochraně státních a bezpečnostních zájmů stále platí.

## Ochrana soukromí
§ 84 NOZ stanoví, že podobizny, obrazové snímky a obrazové a zvukové záznamy „týkající se fyzické osoby nebo jejích projevů osobní povahy“ smějí být pořízeny nebo použity jen s jejím svolením. Výjimky stanoví zákon pro snímky a záznamy pořízené k úředním účelům na základě zákona a pro přiměřené použití pro vědecké a umělecké účely a pro tiskové, filmové, rozhlasové a televizní zpravodajství. Tato úprava poskytuje prostor pro širokou škálu výkladů.
Právo vlastníků rozhodovat o tom, zda smí být jejich majetek fotografován nebo zda smí být fotografováno na jejich pozemcích, není v českém právu explicitně upraveno (tedy ani stanoveno, ani vyloučeno), může být nepřímo odvozováno z práva věc užívat a požívat její plody a užitky (ius utendi et fruendi, viz § 123 zák. 40/1964 Sb.), jež však nemusí plně zaručovat výlučnost, pokud by nebyla zjevná újma na právech vlastníka.

## Náboženské a kulturní důvody
V některých kulturách (například židovské a islámské) má obecný zákaz zobrazování osob nebo i věcí dávnou tradici (viz též křesťanské obrazoborectví), která se do jisté míry může odrážet i v aktuálních zvyklostech. V některých západních zemích se v moderní době objevují restrikce speciálně ohledně fotografování dětí (např. zákaz fotografování dětí bez souhlasu zákonného zástupce, zákaz fotografování v místech, kde se vyskytují děti). Speciální restrikce se v mnoha zemích týkají pořizování, šíření nebo držení snímků, které mohou být považovány za pornografické, zvláště některých jejich druhů (dětská pornografie, zobrazení sexuálního styku se zvířaty, zobrazení sexuálního násilí); někde se restrikce mohou týkat obecně snímků, které jsou způsobilé jakýmkoliv způsobem ohrozit mravnost.

## Ochrana autorských práv
Ochranou autorských práv může být fotografování také omezeno. Český autorský zákon 121/2000 Sb. (v aktualizovaném znění) v § 12 odst. 1 stanoví, že jiná osoba než autor může autorské dílo užít bez oprávnění uděleného autorem pouze v případech stanovených tímto zákonem. Užití díla je v zákoně definováno ne zcela jednoznačným výčtem, přičemž fotografie díla v závislosti na výkladu může a nemusí být považována za jeho fotografickou rozmnoženinu ve smyslu § 13; v některých státech je speciálně upraven autorský status odvozeného díla. Na výkladu rovněž závisí, které objekty pro tyto účely vůbec považovat za chráněné autorské dílo ve smyslu § 2 zákona, zejména u objektů s primárně užitným účelem. V některých státech jsou tato práva upravena explicitněji a tamější úpravy ovlivňují i právní výklady v ostatních zemích.
Do kolize se může dostávat právo vlastníka fotografovat věc, která mu patří (tedy má ze zákona právo užívat věc a její plody), avšak nemá výslovný souhlas autora k této formě užívání díla.